# パークアリーナ小牧

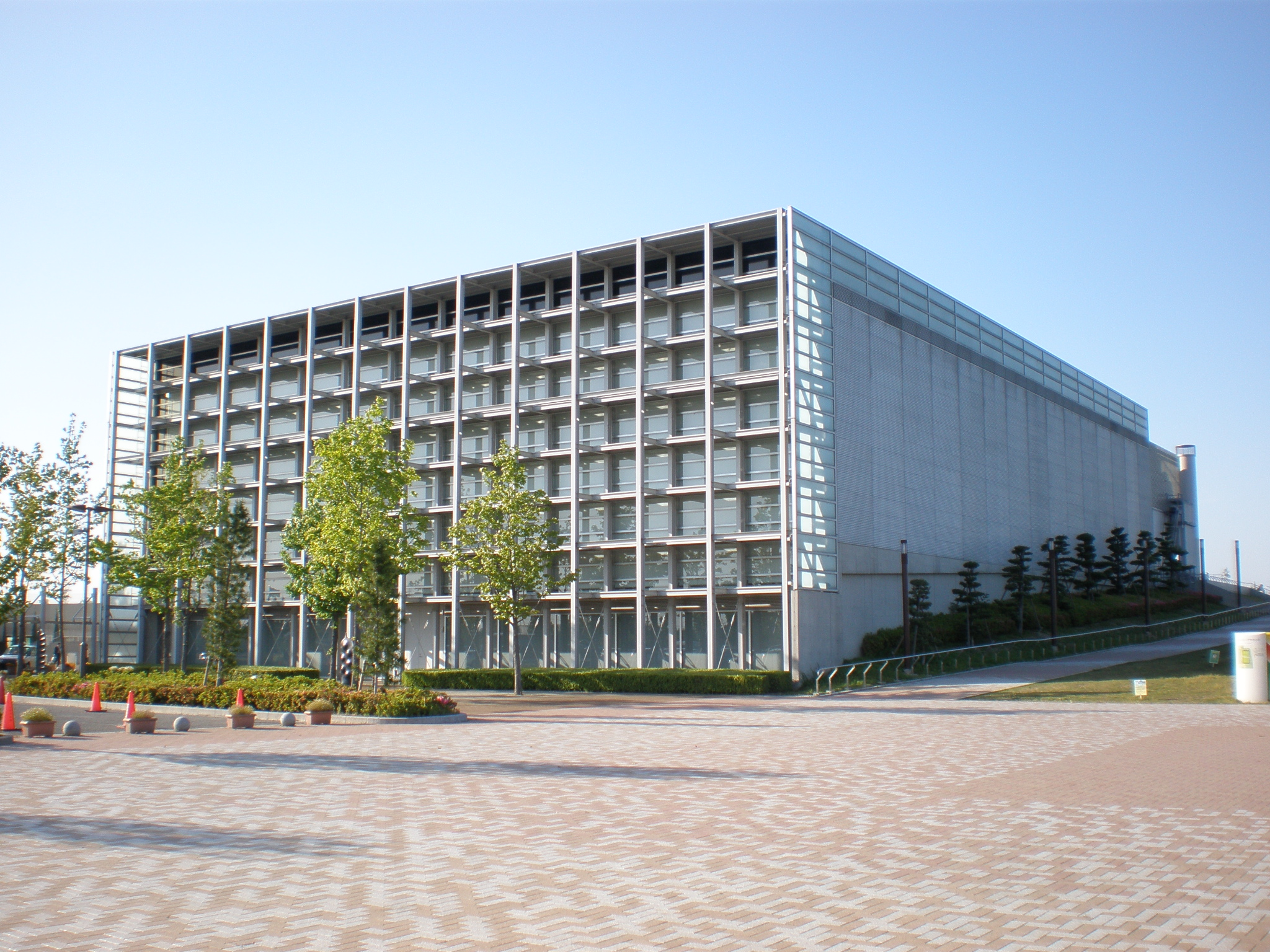
サブアリーナ

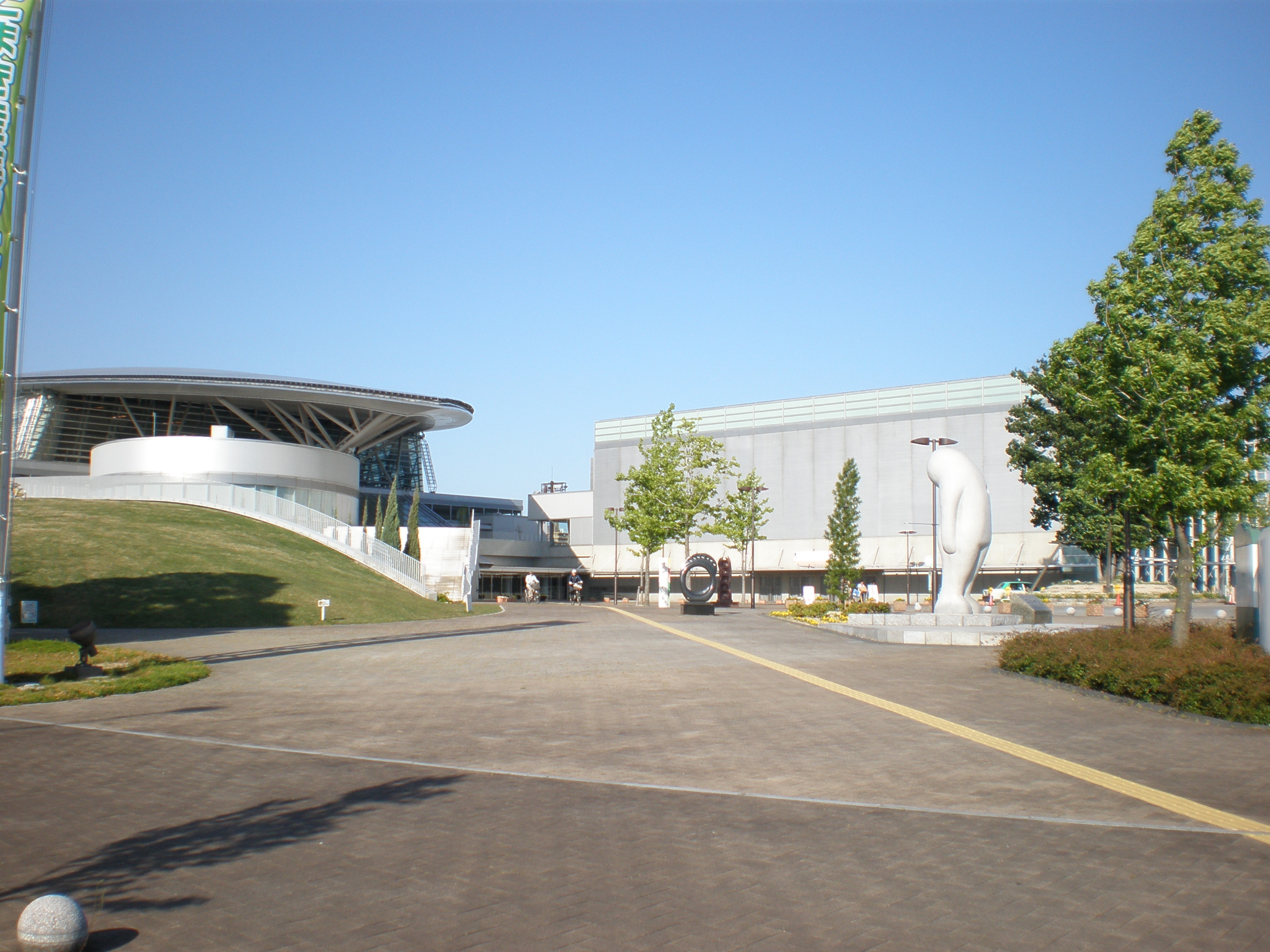
左がメインアリーナ、右がサブアリーナ。

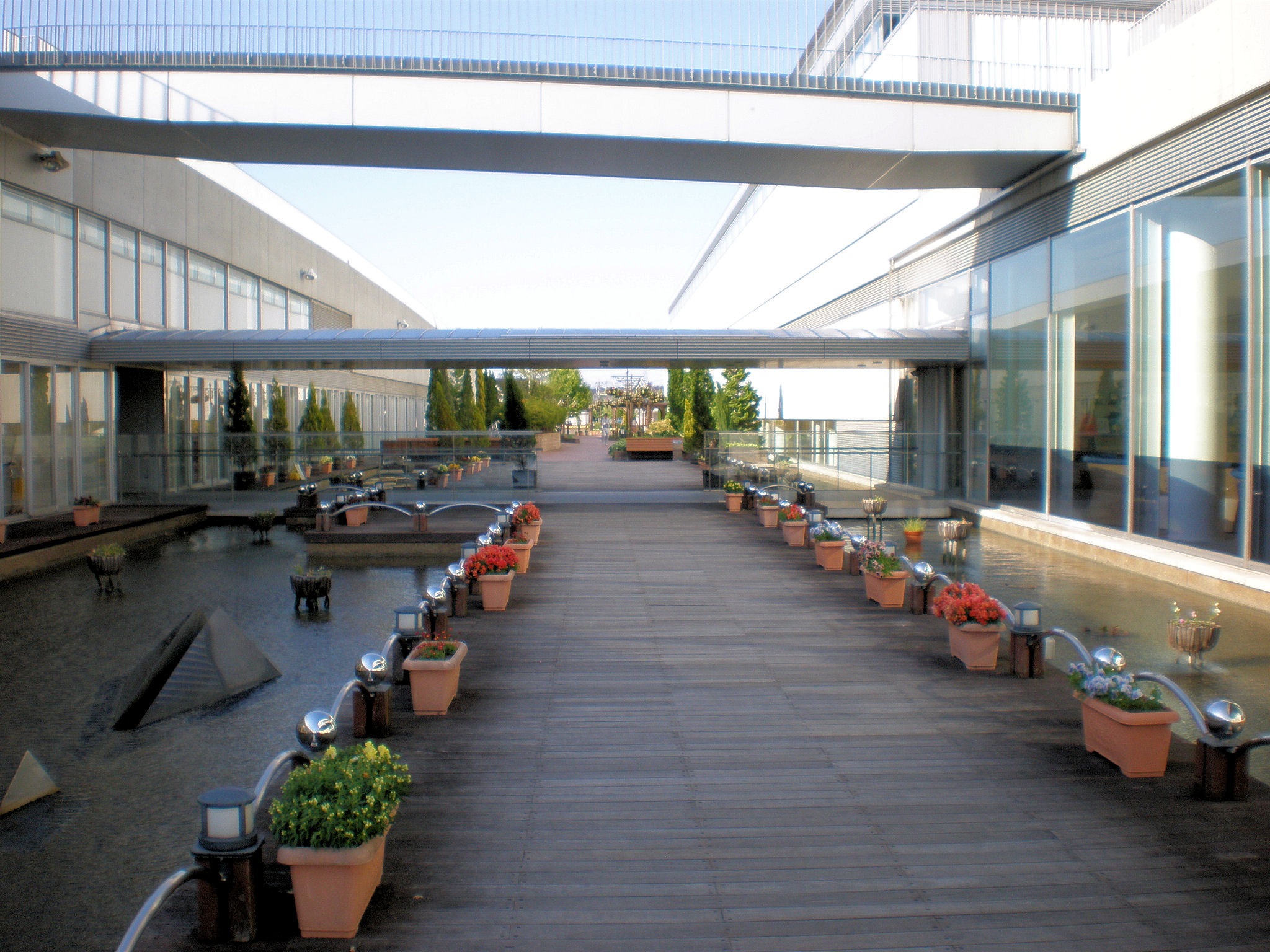
トレーニング棟（左）とメインアリーナ（右）を結ぶ回廊。

パークアリーナ小牧（パークアリーナこまき）は、愛知県小牧市にある屋内型の複合スポーツ施設である。

## 概要
小牧市スポーツ公園内にあり、正式名称は小牧市スポーツ公園総合体育館。大きく分けて3つの建物から構成されており、バレーボールやフットサルやバスケットボールなどができる体育館が複数あるほか、トレーニングジムなどがある。またスポーツ関連のイベントなどが頻繁に行なわれる他に、成人式などの小牧市の行事も行なわれている。名古屋オーシャンズのメインスタジアム、名古屋ダイヤモンドドルフィンズのサブアリーナとしても試合が開催される。

## 沿革
- 2001年10月6日 - オープン。
- 2007年6月 - FIVBワールドリーグの日本対イタリア戦開催。
- 2007年9月 - 名古屋オーシャンズのメインスタジアムとして公式戦開催。
- 2007年11月 - バレーボール・ワールドカップ女子最終ラウンドBサイト会場。
- 2008年6月 - FIVBワールドリーグの試合会場。
- 2009年6月 - 東アジアバスケットボール選手権開催。
- 2009年8月 - バレーボール世界選手権男子アジア予選開催。
- 2010年12月 - Fリーグ公式戦を全チームが集結する「セントラル開催」として実施。
- 2011年8月 - FIVBワールドグランプリの日本対アメリカ戦など開催。
- 2012年6月 - FIVBワールドグランプリの試合会場。
- 2013年9月 - バレーボール世界選手権アジア最終予選の試合会場。
- 2015年5月30日 - WBO世界ミニマム級王座決定戦：フリアン・イエドラス vs 田中恒成[1]。
- 2015年9月 - バレーボール・ワールドカップ女子最終ラウンドBサイト会場。

## 施設
- メインアリーナ - 最大収容人数約5000人の巨大な体育館を備える施設。
- サブアリーナ - 広さはメインアリーナの約半分程度。子供用の運動施設などがある。
- トレーニング棟 - スポーツジムやフィットネススタジオ、会議室などがある。

## イベント
- 小牧市成人祝賀式 - 毎年1月に行なわれる小牧市の成人式。
- 小牧シティマラソン大会 - 毎年1月に行われるマラソン大会。
- 小牧市民駅伝競走大会 - 毎年12月に行われる駅伝大会。
- 小牧ちびっこ駅伝競走大会-毎年11月に行われる駅伝競走大会。

## 利用者数
1年間で約40万人、1日辺り約1,200人の利用者があった（2006年度）。

## その他
2002年、第34回中部建築賞（一般部門）受賞。
2007年9月から2008年5月まで、日本初のプロフットサルチーム・名古屋オーシャンズのメインスタジアムとして利用されていた。
2011年4月、日本では初となるACミラン公式のスクール（ACミランサッカースクール愛知 小牧校）を当地にて開校。
2013年にはテバオーシャンアリーナとともに、AFCフットサルクラブ選手権の会場となった。

## 所在地
- 愛知県小牧市大字間々原新田737 小牧市スポーツ公園内

## 交通手段
※ 小牧市スポーツ公園#周辺参照

## 周辺
※ 小牧市スポーツ公園#周辺参照